# Paranisopodus amoenus
Paranisopodus amoenus es una especie de escarabajo longicornio del género Paranisopodus, tribu Acanthocinini, orden Coleoptera. Fue descrita científicamente por Monné M. L. y Monné M. A. en 2017.
El período de vuelo ocurre durante el mes de noviembre.

## Descripción
Mide 10 milímetros de longitud.

## Distribución
Se distribuye por Bolivia.